# 난니나 데 메디치
난니나 데 메디치(이탈리아어: Nannina de' Medici, 1448년 2월 14일 - 1493년 5월 14일)는 본명은 루크레치아 데 메디치(Lucrezia de' Medici)이며, 피에로 디 코시모 데 메디치와 루크레치아 토르나부오니의 차녀이다. 그녀는 또한 로렌초 데 메디치의 누이였다. 그녀는 베르나르도 루첼라이와 혼인했다. 그녀의 이름은 아버지의 이름으로 인해 루크레치아 디 피에로 데 메디치(Lucrezia di Piero de' Medici)로도 알려져 있다.

## 생애
루크레치아 데 메디치는 1448년 2월 14일, 피에로 디 코시모 데 메디치와 루크레치아 토르나부오니의 차녀로 피렌체에서 태어났다.:11 그녀의 별명은 난니나였는데, 이는 그녀의 증조모 피카르다 부에리의 별명이기도 했다. 그녀는 다른 메디치 가문 출신이 그랬던 것처럼 문화적이고 세련된 교육을 받기도 했다.
1461년 13세의 나이에 그녀는 지참금 2,500을 가지고 베르나르도 루첼라이와 혼인했다. 난니나는 5년 뒤인 1466년 6월 8일 남편의 집에 들어갔다.
결혼식은 화려함으로 유명했는데 500명의 하객들이 로지아와 광장 전체, 루첼라이 궁전 앞에 있는 거리를 차지한 삼각형의 연단에 앉았다. 이 부부는 코시모(Cosimo), 피에트로(Pietro), 팔라(Palla), 조반니 등 아들 4명을 가졌다.:23
난니나 데 메디치는 1493년 5월 14일에 사망했다.

## 참고 자료
- Marcello Vannucci ([1999] 2006) Le donne di casa Medici. Roma: Newton Compton Editori, ISBN 8854105260 (이탈리아어)